# Paarse hoefijzerneus
De paarse hoefijzerneus (Rhinolophus euryale) is een vleermuis uit de familie der hoefijzerneuzen (Rhinolophidae). Zijn naam dankt hij aan de paarse glans die zijn grijsbruine vacht kan hebben, maar ook een roodachtige glans komt regelmatig voor. De bovenzijde loopt geleidelijk over in een grijs- tot geelwitte onderzijde. Zijn neusblad en lippen zijn grijsbruin, en zijn oren en vleugels lichtgrijs. Hij heeft een spanwijdte van 300 tot 320 millimeter, een kop-romplengte van 43 tot 58 millimeter, een staartlengte van 22 tot 30 millimeter en een gewicht van 8 tot 17,5 gram.

## Verspreiding
De soort komt vooral voor rond het Middellandse Zeegebied, waar in vele talen naar wordt gerefereerd in zijn naam (bijvoorbeeld het Engelse "Mediterranean horseshoe bat", of het Duitse "Mittelmeer-Hufeisennase"). Hij komt in bijna geheel Zuid-Europa voor, in Noordwest-Afrika van Marokko tot Tunesië, en van Turkije zuidwaarts tot Israël. Verder komt hij oostwaarts voor tot Iran en Turkmenistan, en een geïsoleerde populatie van de soort komt voor op de grens van Slowakije en Hongarije.

## Leefgebied
De paarse hoefijzerneus wordt aangetroffen in warme bossen in heuvellandschap en in bergen (tot 1100 meter hoogte, kraamkamers tot 800 meter hoogte), vooral in karstgebieden, met veel grotten en water in de buurt. De paarse hoefijzerneus is afhankelijk van grotten, als kraamkamer en als winterverblijf. De paarse hoefijzerneus is veel socialer als andere hoefijzerneuzen. In een grot in Slowakije zijn tot tweeduizend paarse hoefijzerneuzen aangetroffen. De dieren hangen vrij, waarbij ze een enkele keer andere vleermuizen aanraken. Een kraamkamer kan uit 50 tot 400 dieren bestaan, vaak aangevuld met andere vleermuissoorten, als andere hoefijzerneuzen, ingekorven vleermuis en  de Schreibers vleermuis.

## Voedsel en voortplanting
's Nachts, in de late schemering, vliegt de hoefijzerneus uit en jaagt dan laag boven de heuvelachtige grond op motten en andere insecten. Hij heeft vaste eetplaatsen, waar hij al hangend zijn voedsel opeet. De paarse hoefijzerneus is zeer wendbaar en kan zich ook door dicht bos of struikgewas manoeuvreren. Deze soort kan wiekelen, op één plaats hangen in de lucht. De paartijd begint vanaf eind juli en kan tot in de winter doorgaan. In de kraamkamer wordt één jong per worp geboren. Dit jong heeft een grijze kleur en is ongeveer vier gram zwaar. Deze vliegen voor het eerst tussen midden-juli (Bulgarije) en midden-augustus.